# Raksklot

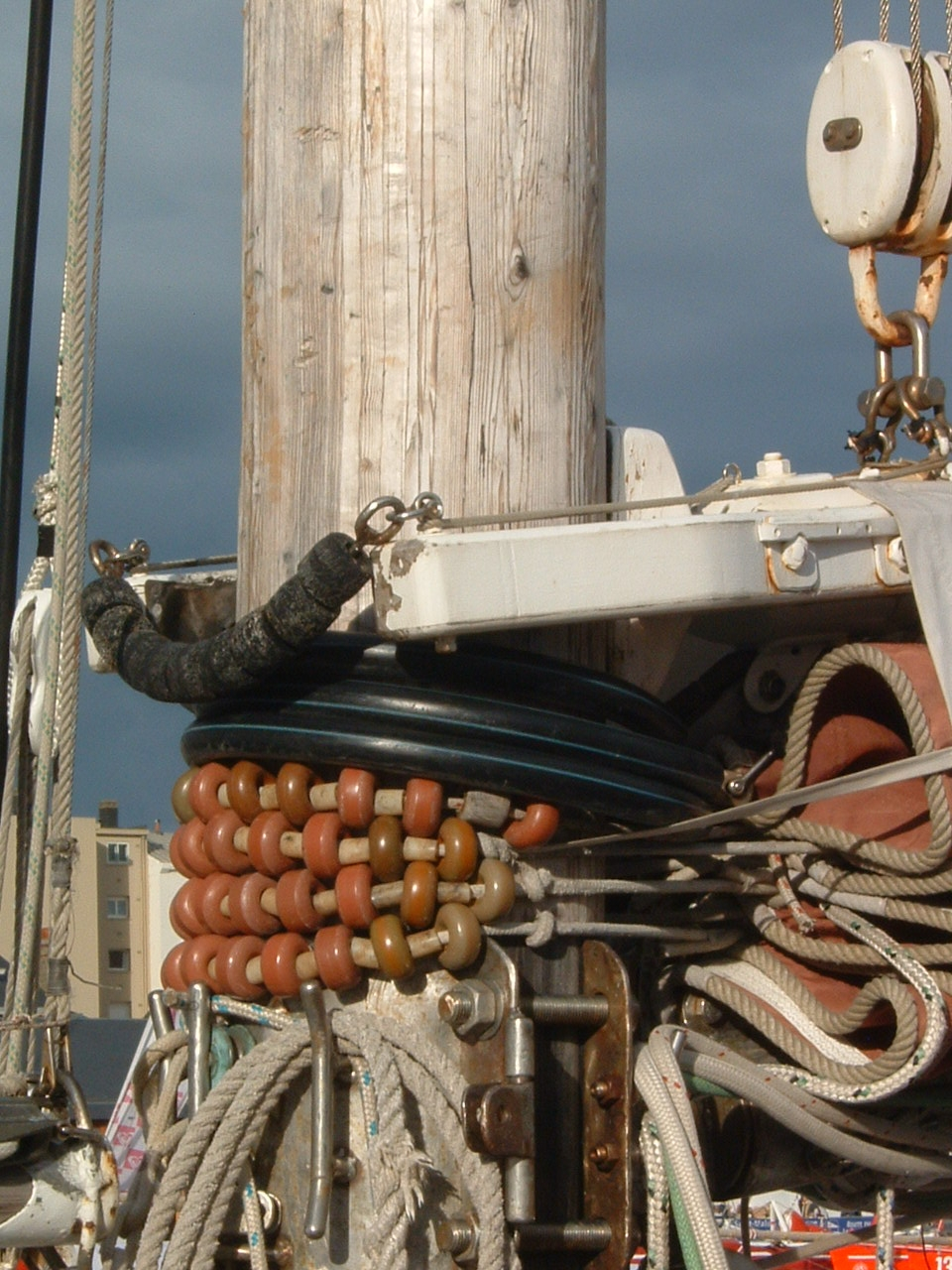

Raksklot - rakskloty (koraliki) to w żeglarstwie kulki drewniane lub z tworzywa nawleczone na linkę. Linka ta spina szponę gardy gafla zabezpieczając gafel przed odsunięciem się od kolumny masztu, a ruchome rakskloty umożliwiają łatwe przesuwanie gafla w pionie po kolumnie masztu.